# Monotropsis odorata
Monotropsis odorata ist eine Pflanzenart aus der Familie der Heidekrautgewächse (Ericaceae) und die einzige Art ihrer Gattung.

## Beschreibung
Monotropsis odorata ist eine chlorophylllose, myko-heterotrophe krautige Pflanze. Ihre Wurzeln sind korallenförmig, die aus ihnen sprießende Spross- und Blütenstandsachse steht nickend und ist purpurn bis violett. Die Blätter sind einfach, Vorblätter fehlen.
Der Blütenstand ist mehrblütig. Die Blüten sind fünf-, selten vier- bis sechszählig, Kelchblätter sind vorhanden und anhand der Textur unterscheidbar. Die Krone ist annähernd röhrenförmig, die Kronblätter sind miteinander verwachsen und am Ansatz schwach sackförmig. Die Staubblätter sind rund drei Fünftel so lang wie die Krone, die Poren der Staubbeutel sind nach außen gewandt, die Nektarien sind gekerbt. Der Griffel ist dauernd, die Narbe erweitert.
Der Fruchtknoten weist weitgehend parietale Plazentation auf. Die Frucht ist beerenartig, die Samen sind eiförmig und dickhäutig.
Die Samen sind linealisch, dünnwandig und haben längliche Zellen. 
Die Chromosomenzahl beträgt n=13.

## Verbreitung
Die Art findet sich im Südosten der USA in Alabama, Delaware, Florida, Georgia, Kentucky, North Carolina, South Carolina, Tennessee und Virginia in Höhenlagen zwischen 600 und 1350 Metern.

## Systematik
Art und Gattung wurden 1817 durch Ludwig David von Schweinitz erstbeschrieben.